# فيلا دي دون فادريكو
فيلا دي دون فادريكو (بالإنجليزية: Villa de Don Fadrique)‏ هي بلدية ومدينة في منطقة الحكم الذاتي كاستيا-لا مانتشا وتقع في مقاطعة طليطلة في وسط إسبانيا. تبلغ مساحة هذه المدينة 83 (كم²)، ويبلغ عدد سكانها 4206 نسمة حسب إحصاء المعهد الوطني الإسباني سنة 2009 م.

## وصلات خارجية
- www.villadonfadrique.com